# Senghasiella glaucifolia
Senghasiella glaucifolia är en orkidéart som först beskrevs av Louis Édouard Bureau och Adrien René Franchet, och fick sitt nu gällande namn av Dariusz Lucjan Szlachetko. Senghasiella glaucifolia ingår i släktet Senghasiella och familjen orkidéer. Inga underarter finns listade i Catalogue of Life.